# 斯托尼波因特 (紐約州普查規定居民點)
斯托尼波因特（英語：Stony Point）是位於美國紐約州羅克蘭縣的普查規定居民點。

## 人口
根據2020年美國人口普查的數據，斯托尼波因特的面積為18.62平方千米，當中陸地面積為15.25平方千米，而水域面積為3.37平方千米。當地共有人口12126人，而人口密度為每平方千米651.24人。